# Brisbane
|  | Per a altres significats, vegeu «Brisbane (Califòrnia)». |

Brisbane és la tercera ciutat més gran d'Austràlia, i la capital de l'estat de Queensland. És al nord-est del país i segons el cens de 2008, tenia 1.945.639 habitants. Serà la seu dels Jocs Olímpics d'Estiu de 2032.

## Geografia
Es troba a l'est de les Serralades Australianes, al sud-est de la serralada Taylor i molt propera a la badia Moreton. És travessada pel riu Brisbane, que ha estat dragat per facilitar el trànsit de vaixells. Cap a l'oest l'horitzó està dominat per la presència del mont Cootha al peu del qual hi ha un planetari i els jardins botànics. Al seu cim es troba un mirador que ofereix unes vistes magnífiques de la ciutat i el seu ondulant riu. Les més importants estacions de televisió de l'estat de Queensland tenen els seus estudis al mont Cootha.

## Desenvolupament
El sector de Southbank, que se situa a la riba sud del riu Brisbane, es va renovar intensament per acollir l'Exposició Internacional de 1988, passant a convertir-se dels seus orígens industrials en un agradable parc de bells jardins, on també hi ha una platja pública artificial, restaurants i bars, espais de lleure i el museu marítim. Amb la construcció del pont per als vianants Good Will es pot arribar fàcilment des del centre de la ciutat a Southbank en tan sols uns minuts. L'àrea és una de les preferides dels habitants de Brisbane per celebrar rostits familiars els caps de setmana.
El municipi de Brisbane ha anunciat un pla de desenvolupament que considera la construcció de ponts addicionals per als vianants amb la finalitat de fer la ciutat més accessible als vianants i ciclistes, i també per incentivar les activitats físiques.
L'economia es basa en diverses indústries petroquímiques, metal·lúrgiques, construccions mecàniques, alimentàries i ferrometal·lúrgiques. Destaca també el seu port, pel qual s'exporta carbó i metalls. És també un important centre cultural i turístic, a més de ser centre ferroviari i aeri per Queensland. A les seves proximitats es troba la terminal d'un gasoducte i la de l'oleoducte de Moonie.

## Història
L'àrea actualment coneguda com a Brisbane estava habitada abans de la colonització europea per la tribu aborigen australiana Turrbal, els avantpassats de la qual originalment van emigrar a la regió a través de l'estret de Torres. Per aquestes persones la zona que es convertiria en Brisbane es coneixia com a Mian-jin, que significa "lloc amb forma d'espiga".

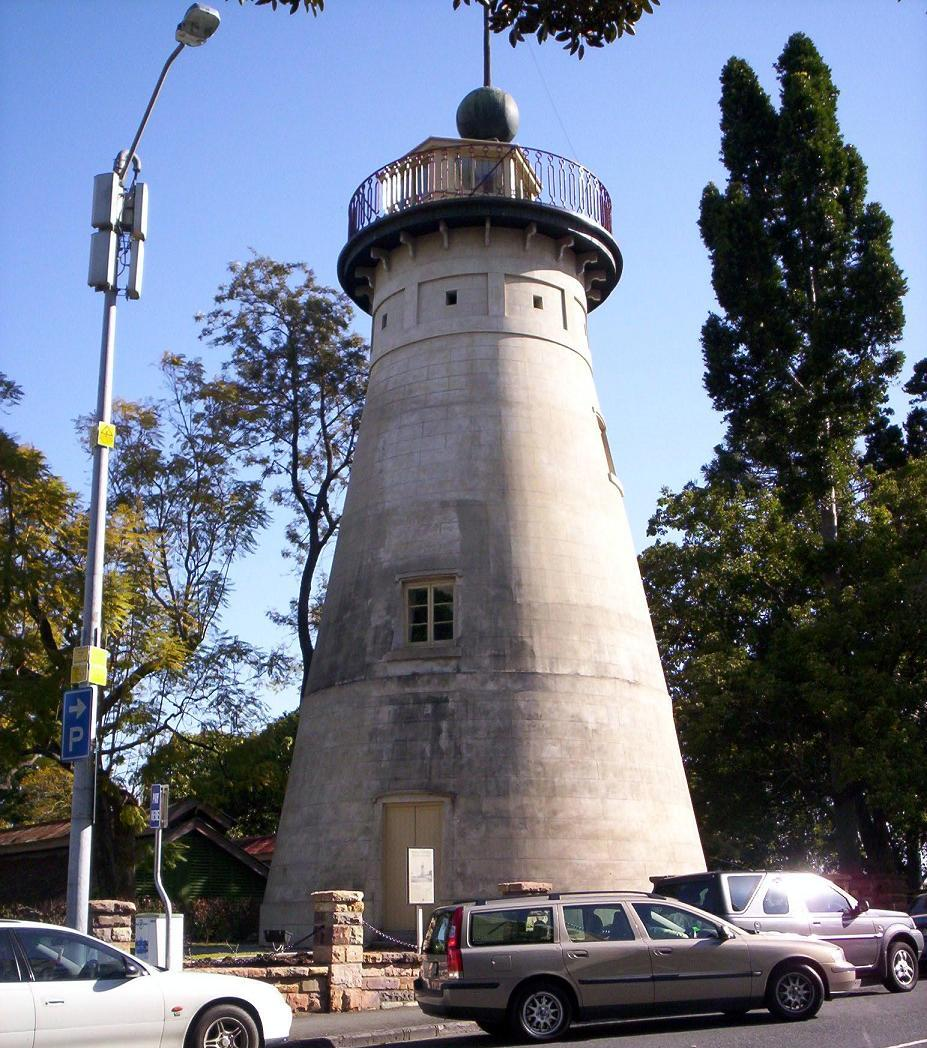
El Windmill, un molí de vent construït pels presidiaris per moldre cereals el 1828

La badia Moreton va ser explorada per John Oxley el 1823. La ciutat va ser fundada el 1824 per ordre de Lord Brisbane, que havia estat nomenat governador de Nova Gal·les del Sud el 1821. Inicialment una colònia penal va ser fundada a l'àrea actual de Redcliff, Edenglassie, a les proximitats d'un llogaret anomenat Moreton Bay. Va utilitzar els presos per crear infraestructures i netejar els camps, cosa que va impulsar el desenvolupament econòmic de la colònia i va facilitar l'emigració de colons lliures. El 1834 va passar a dir-se Brisbane en honor seu.
El juny del 1859 es va convertir en la capital de la colònia de Queensland, encara que Brisbane no va rebre el títol de ciutat fins al 1902, quan es van fusionar prop de vint consells municipals per crear el consell municipal de Brisbane, el municipi més gran d'Austràlia.
Va ser seu de l'Exposició Internacional del 1988, amb el tema "L'oci en l'era de la tecnologia". Actualment és la ciutat d'Austràlia amb major creixement tant en població com en economia.
Durant la Segona Guerra Mundial, Brisbane va ocupar un paper important en la campanya dels aliats, quan l'edifici d'AMP (que ara es diu MacArthur Central) va ser utilitzat com a caserna general del teatre d'operacions del Pacífic sud-oest del General Douglas MacArthur, el cap de les forces aliades del Pacífic. Aproximadament 1.000.000 de tropes dels Estats Units van passar per Austràlia durant la guerra, essent Brisbane el principal punt de coordinació pel Pacífic sud-occidental. El 1942 Brisbane va ser l'escena d'un violent enfrontament entre militars nord-americans, d'un costat, i militars i civils australians per l'altre, donant com a resultat un mort i diversos ferits. Aquest incident és conegut col·loquialment com la "Batalla de Brisbane".
El 2021 el Comitè Olímpic Internacional va anunciar que la ciutat acolliria els Jocs Olímpics d'Estiu de 2032.

## Transport
La ciutat de Brisbane té una gran i extensa xarxa de transport públic amb diverses línies d'autobús, tren i transbordador, i també compta amb una bona connexió amb la perifèria.

## Fills il·lustres
- Peter Charles Doherty (1940 -) immunòleg, Premi Nobel de Medicina o Fisiologia de l'any 1996.